# Перренат калия
Перренат калия — неорганическое соединение, соль щелочного металла калия и рениевой кислоты с формулой KReO4, бесцветные (белые) кристаллы, слабо растворимые в воде. При растворении в воде образующие ярко окрашенный раствор зеленого цвета. 

## Получение
- Растворение оксида рения(VII) в растворе едкого кали:

{\displaystyle {\mathsf {2Re_{2}O_{7}+2KOH\ {\xrightarrow {}}\ 2KReO_{4}+H_{2}O}}}
- Растворение рениевой кислоты в растворе едкого кали:

{\displaystyle {\mathsf {HReO_{4}+KOH\ {\xrightarrow {}}\ KReO_{4}+H_{2}O}}}
- Обменная реакция с перренатом аммония:

{\displaystyle {\mathsf {NH_{4}ReO_{4}+KNO_{3}\ {\xrightarrow {}}\ KReO_{4}\downarrow +NH_{4}NO_{3}}}}

## Физические свойства
Перренат калия образует бесцветные (белые) кристаллы тетрагональной сингонии, пространственная группа I 41/a, параметры ячейки a = 0,5615 нм, c = 1,250 нм, Z = 4.
Слабо растворим в воде.

## Химические свойства
- При сплавлении с щелочами образует мезаперренаты:

{\displaystyle {\mathsf {KReO_{4}+2KOH\ {\xrightarrow {400-550^{o}C}}\ K_{3}ReO_{5}+H_{2}O}}}
- Восстанавливается водородом:

{\displaystyle {\mathsf {2KReO_{4}+7H_{2}\ \xrightarrow {800^{o}C} \ 2Re+2KOH+6H_{2}O}}}
- Реагирует с сероводородом:

{\displaystyle {\mathsf {2KReO_{4}+7H_{2}S+2HCl\ {\xrightarrow {}}\ Re_{2}S_{7}+2KCl+8H_{2}O}}}
- Восстанавливается монооксидом углерода под давлением:

{\displaystyle {\mathsf {2KReO_{4}+17CO\ {\xrightarrow {250-270^{o}C,p}}\ Re_{2}(CO)_{10}+K_{2}CO_{3}+6CO_{2}}}}